# Крістіан Бенітес
Крістіан Бенітес (ісп. Christian Benítez, нар. 1 травня 1986, Кіто — пом. 29 липня 2013, Доха) — еквадорський футболіст, що грав на позиції нападника.
Один з найкращих еквадорських футболістів 2000—2010-х років, залишив помітний слід в історії клубів «Депортіво Ель Насьйональ», мексиканських «Сантоса Лагуні» та «Америці». Не без успіху, хоча і не настільки успішно, як у Латинській Америці, виступав у англійській Прем'єр-лізі за «Бірмінгем Сіті».
У складі збірної Еквадору взяв участь у чемпіонаті світу 2006 року, також грав на двох Кубках Америки. Раптово помер у віці 27 років у Катарі. До цього моменту з 24 м'ячами Чучо займав третє місце в списку гравців, які забили найбільшу кількість голів за всю історію збірної Еквадору.

## Клубна кар'єра
Крістіан народився 1 травня 1986 року в еквадорській столиці Кіто в родині колишнього гравця збірної Еквадору Ермена Бенітеса. У віці 11 років почав займатися в молодіжній академії «Ель Насьйоналя», в основному складі якого дебютував в 2004 році. З «Армійцями» Бенітес двічі вигравав першість Еквадору — Клаусуру 2005 року і чемпіонат 2006 року, за підсумками якого Чучо був визнаний найкращим футболістом країни.
У 2007 році Бенітес переїхав у більш сильний чемпіонат Мексики і у складі «Сантоса Лагуни» став чемпіоном цієї країни. За три роки в цій команді Чучо в 95 матчах Прімери забив 51 гол, а також був визнаний найкращим гравцем Клаусури 2008. У 2007 році Крістіан Бенітес був визнаний найкращим футболістом Еквадору, що виступав за межами країни, випередивши, зокрема, успішно граючого Едісона Мендеса з ПСВ. До Чучо виявляла інтерес «Бенфіка», але колумбієць вирішив залишитися в Мексиці.

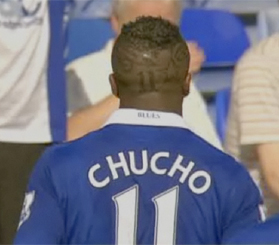
Чучо у складі «Бірмінгем Сіті» з однією зі своїх знаменитих незвичайних зачісок.

У сезоні 2009/10 Бенітес на правах оренди виступав в англійській Прем'єр-лізі за «Бірмінгем Сіті». Довгий час подробиці угоди не розкривалися, але зрештою англійці визнали, що взяли Бенітеса в оренду. Еквадорець дебютував за бірмінгемців у матчі проти «Манчестер Юнайтед» і був близький до того, щоб забити гол. В цілому, за сезон Чучо провів за «синіх» 30 матчів, у багатьох з них він був одним з найкращих гравців, але часто не реалізував свої моменти, забивши 4 голи. Бірмінгемці вирішили не викуповувати права на гравця.
З 2011 по 2013 рік Бенітес виступав у складі мексиканської «Америки». З нею він ще тричі ставав найкращим бомбардиром чемпіонату, а в Апертурі 2012 був визнаний найкращим гравцем.
Після завоювання свого другого титулу чемпіона Мексики в Клаусурі 2013, Бенітес поїхав у Катар, де зіграв лише один матч за команду «Аль-Джаїш» в рамках Кубка шейха Яссіма, одного з кубкових турнірів країни. За 3 тижні, проведених в команді, Чучо жодного разу не скаржився на здоров'я.

## Виступи за збірну

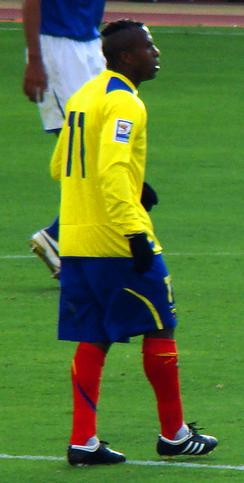
Крістіан Бенітес під час виступів у складі збірної Еквадору. 29 березня 2009 року.

Успіхи в клубі були відзначені тренерами збірної Еквадору, і вже у 2005 році Бенітес дебютував у складі національної збірної Еквадору. Особливо своєю швидкістю, винахідливістю і володінням м'ячем Чучо вразив тренера збірної колумбійця Луїса Фернандо Суареса, і той включив Бенітеса в заявку на чемпіонат світу 2006 року у Німеччині. На Мундіалі Чучо зіграв лише в одному матчі, вийшовши на заміну в грі проти збірної Німеччини. Разом з «Триколірними» Бенітес зумів домогтися найвищого успіху в історії участі Еквадору на чемпіонатах світу, вийшовши до 1/8 фіналу турніру. 6 вересня того ж року Бенітес відзначився першим забитим голом за Еквадор — у ворота збірної Перу.
Згодом у складі збірної був учасником Кубка Америки 2007 року у Венесуелі та Кубка Америки 2011 року в Аргентині.
Протягом кар'єри у національній команді, яка тривала 9 років, провів у формі головної команди країни 58 матчів, забивши 24 голи.

### Смерть і пам'ять
Чучо Бенітес помер 29 липня 2013 року на 28-му році життя в Досі. Згідно із заявою Еквадорської федерації футболу, Бенітес був госпіталізований у зв'язку з сильним болем у животі. Через кілька годин у нього сталася зупинка серця.
КОНМЕБОЛ ухвалила рішення почати всі найближчі матчі Південноамериканського кубка з хвилини мовчання в пам'ять про Бенітеса. Із співчуттями на адресу сім'ї Чучо виступили провідні спортсмени і політики Еквадору, Мексики, Катару та інших країн, в тому числі президент Мексики Енріке Пенья Ньєто і президент Еквадору Рафаель Корреа. Еквадорська федерація футболу навічно вилучила з обігу національної збірної номер 11, під яким виступав Бенітес. Тим не менш, згідно з регламентом ФІФА, номер 11 довелося повернути в склад збірної на чемпіонат світу 2014, де під ним виступав Феліпе Кайседо.

## Статистика

### Клубна кар'єра
| Клуб              | Клуб              | Клуб              | Чемпіонат | Чемпіонат | Кубок  | Кубок  | Кубок ліги | Кубок ліги | Міжнародний | Міжнародний | Всього | Всього |
| Сезон             | Клуб              | Ліга              | Ігор      | Голів     | Ігор   | Голів  | Ігор       | Голів      | Ігор        | Голів       | Ігор   | Голів  |
| Еквадор           | Еквадор           | Еквадор           | Чемпіонат | Чемпіонат | Кубок  | Кубок  | Кубок ліги | Кубок ліги | КОНМЕБОЛ    | КОНМЕБОЛ    | Всього | Всього |
| ----------------- | ----------------- | ----------------- | --------- | --------- | ------ | ------ | ---------- | ---------- | ----------- | ----------- | ------ | ------ |
| 2004              | «Ель Насьйональ»  | Серія А           | 1         | 0         | ?      | ?      | ?          | ?          | -           | -           | 1      | 0      |
| 2005              | «Ель Насьйональ»  | Серія А           | 30        | 6         | ?      | ?      | ?          | ?          | 1           | 0           | 31     | 6      |
| 2006              | «Ель Насьйональ»  | Серія А           | 38        | 16        | ?      | ?      | ?          | ?          | 12          | 0           | 50     | 16     |
| 2007              | «Ель Насьйональ»  | Серія А           | 15        | 7         | ?      | ?      | ?          | ?          | 4           | 1           | 19     | 8      |
| Мексика           | Мексика           | Мексика           | Чемпіонат | Чемпіонат | Кубок  | Кубок  | Кубок ліги | Кубок ліги | КОНКАКАФ    | КОНКАКАФ    | Всього | Всього |
| 2007–08           | «Сантос Лагуна»   | Прімера           | 40        | 17        | ?      | ?      | ?          | ?          | -           | -           | 40     | 17     |
| 2008–09           | «Сантос Лагуна»   | Прімера           | 20        | 14        | ?      | ?      | ?          | ?          | 8           | 5           | 28     | 18     |
| Англія            | Англія            | Англія            | Чемпіонат | Чемпіонат | FA Cup | FA Cup | Кубок Ліги | Кубок Ліги | УЄФА        | УЄФА        | Всього | Всього |
| 2009–10           | «Бірмінгем Сіті»  | Прем'єр-ліга      | 30        | 3         | 5      | 1      | 1          | 0          | -           | -           | 36     | 4      |
| Мексика           | Мексика           | Мексика           | Чемпіонат | Чемпіонат | Кубок  | Кубок  | Кубок ліги | Кубок ліги | КОНКАКАФ    | КОНКАКАФ    | Всього | Всього |
| 2010–11           | «Сантос Лагуна»   | Прімера           | 35        | 20        | ?      | ?      | ?          | ?          | 4           | 1           | 39     | 21     |
| 2011–12           | «Америка»         | Прімера           | 36        | 22        | ?      | ?      | ?          | ?          | -           | -           | 36     | 22     |
| 2012–13           | «Америка»         | Прімера           | 43        | 30        | ?      | ?      | -          | -          | -           | -           | 43     | 30     |
| Всього за кар'єру | Всього за кар'єру | Всього за кар'єру | 288       | 135       | 5      | 1      | 1          | 0          | 29          | 7           | 323    | 143    |

### Голи за збірну
| №   | Дата              | Місце проведення        | Суперник   | Рахунок | Результат | Змагання                                     |
| --- | ----------------- | ----------------------- | ---------- | ------- | --------- | -------------------------------------------- |
| 1.  | 6 вересня 2006    | Східний Рутерфорд, США  | Перу       | 1:0     | 1:1       | Товариський матч                             |
| 2.  | 23 травня 2007    | Східний Рутерфорд, США  | Ірландія   | 1:0     | 1:1       | Товариський матч                             |
| 3.  | 6 червня 2007     | Барселона, Іспанія      | Перу       | 1:0     | 2:0       | Товариський матч                             |
| 4.  | 26 червня 2007    | Пуерто-Ордас, Венесуела | Чилі       | 1:2     | 2:3       | Кубок Америки 2007                           |
| 5.  | 8 вересня 2007    | Кіто, Еквадор           | Сальвадор  | 2:0     | 5:1       | Товариський матч                             |
| 6.  | 8 вересня 2007    | Кіто, Еквадор           | Сальвадор  | 4:1     | 5:1       | Товариський матч                             |
| 7.  | 20 серпня 2008    | Східний Рутерфорд, США  | Колумбія   | 1:0     | 1:0       | Товариський матч                             |
| 8.  | 6 вересня 2008    | Кіто, Еквадор           | Болівія    | 3:1     | 3:1       | Чемпіонат світу 2010 (кваліфікаційний раунд) |
| 9.  | 12 жовтня 2008    | Кіто, Еквадор           | Чилі       | 1:0     | 1:0       | Чемпіонат світу 2010 (кваліфікаційний раунд) |
| 10. | 9 вересня 2009    | Ла-Пас, Болівія         | Болівія    | 1:3     | 1:3       | Чемпіонат світу 2010 (кваліфікаційний раунд) |
| 11. | 4 вересня 2010    | Сапопан, Мексика        | Мексика    | 0:1     | 1:2       | Товариський матч                             |
| 12. | 12 жовтня 2010    | Монреаль, Канада        | Польща     | 0:1     | 2:2       | Товариський матч                             |
| 13. | 12 жовтня 2010    | Монреаль, Канада        | Польща     | 2:2     | 2:2       | Товариський матч                             |
| 14. | 18 листопада 2010 | Кіто, Еквадор           | Венесуела  | 1:0     | 4:1       | Товариський матч                             |
| 15. | 18 листопада 2010 | Кіто, Еквадор           | Венесуела  | 2:0     | 4:1       | Товариський матч                             |
| 16. | 1 червня 2011     | Торонто, Канада         | Канада     | 1:1     | 2:2       | Товариський матч                             |
| 17. | 2 вересня 2011    | Кіто, Еквадор           | Ямайка     | 3:0     | 5:2       | Товариський матч                             |
| 18. | 2 вересня 2011    | Кіто, Еквадор           | Ямайка     | 4:0     | 5:2       | Товариський матч                             |
| 19. | 5 вересня 2011    | Кіто, Еквадор           | Коста-Рика | 4:0     | 4:0       | Товариський матч                             |
| 20. | 7 жовтня 2011     | Кіто, Еквадор           | Венесуела  | 2:0     | 2:0       | Чемпіонат світу 2014 (кваліфікаційний раунд) |
| 21. | 15 листопада 2011 | Кіто, Еквадор           | Перу       | 2:0     | 2:0       | Чемпіонат світу 2014 (кваліфікаційний раунд) |
| 22. | 10 червня 2012    | Кіто, Еквадор           | Колумбія   | 1:0     | 1:0       | Чемпіонат світу 2014 (кваліфікаційний раунд) |
| 23. | 21 березня 2013   | Кіто, Еквадор           | Сальвадор  | 2:0     | 5:0       | Товариський матч                             |
| 24. | 26 березня 2013   | Кіто, Еквадор           | Парагвай   | 3:1     | 4:1       | Чемпіонат світу 2014 (кваліфікаційний раунд) |

## Титули і досягнення

### Командні
- Чемпіон Мексики (2):

«Сантос Лагуна»: Клаусура 2008
«Америка»: Клаусура 2013
- Серія А Еквадору (2):

«Ель Насьйональ»: Клаусура 2005, 2006

### Індивідуальні
- Найкращий гравець чемпіонату Еквадору (1): 2006
- Найкращий гравець чемпіонату Мексики (2): Клаусура 2008, Апертура 2012
- Найкращий бомбардир чемпіонату Мексики (4): Апертура 2010, Клаусура 2012, Апертура 2012, Клаусура 2013

## Особисте життя
Батько Бенітеса — колишній еквадорський футболіст Ермен Бенітес, який був у складі збірної Еквадору учасником Кубка Америки 1989 року.
У 2007 році Крістіан одружився з Лізет, донькою приятеля гравця Клебера Чали; у серпні 2009 року вона народила двох близнюків.
Бенітес виділявся на полі не лише своєю грою, але і зовнішністю — він часто міняв зачіски, деякі з яких були справжніми витворами мистецтва його перукарів — від геометрично-вивірених «платформ» на маківці до веселого «африканського» стилю з зеленими шнурками у волоссі.